# Jihočínská krasová oblast
Jihočínská krasová oblast se rozprostírá hned ve třech čínských provinciích - Jün-nan, Kuej-čou a Kuang-si. Plocha celé oblasti zabírá okolo půl miliónu km². Oblast je velmi ceněna pro své přírodní bohatství a od roku 2007 je součástí Seznam světového přírodního dědictví UNESCO. V roce 2014 bylo území chráněné UNESCEM rozšířeno na celkovou rozlohu 176 228 ha.